# Flaugnac
Flaugnac korábbi község Franciaországban, Lot megyében. Lakosainak száma 409 fő (2018. január 1.). Flaugnac Pern községgel határos.
2016. január 1-jén Saint-Paul-de-Loubressac korábbi községgel egyesült és az így létrejött Saint-Paul-Flaugnac új község része lett..

## Népesség
A település népességének változása:
| Lakosok száma | 497  | 445  | 381  | 376  | 380  | 426  | 427  | 1010 | 408  | 409  |
|               | 1962 | 1968 | 1975 | 1990 | 1999 | 2008 | 2013 | 2016 | 2017 | 2018 |